# Lista siturilor arheologice din județul Dolj - C
Lista siturilor arheologice din județul Dolj - C conține toate siturile arheologice din județul Dolj înscrise în Repertoriul Arheologic Național (RAN) și aflate în localități al căror nume începe cu litera C. RAN este administrat de Ministerul Culturii și Patrimoniului Național și cuprinde date științifice, cartografice, topografice, imagini și planuri, precum și orice alte informații privitoare la zonele cu potențial arheologic, studiate sau nu, încă existente sau dispărute.
Puteți căuta un sit din localitățile care încep cu litera C folosind formularul de mai jos sau puteți naviga prin toate siturile din județ la Lista siturilor arheologice din județul Dolj.
| Cod RAN                                  | Denumire | Localitate                                      | Adresă                                      | Datare                             | Descoperit | Coordonate                                    | Imagine           | Erori            |
| ---------------------------------------- | --- | ----------------------------------------------- | ------------------------------------------- | ---------------------------------- | ---------- | --------------------------------------------- | ----------------- | ---------------- |
| 71901.03.01 (Cod LMI: DJ-I-s-B-07885)    | Situl arheologic de la Cârcea - "Hanuri și Viaduct" / ansamblu anonim (Categorie: locuire civilă) (Tip: Așezare)                | sat Cârcea, comuna Cârcea                       | Hanuri și Viaduct                           | Cârcea                             |            |                                               | Încărcați imagine | Raportați eroare |
| 71901.03.02 (Cod LMI: DJ-I-s-B-07885)    | Situl arheologic de la Cârcea - "Hanuri și Viaduct" / ansamblu anonim (Categorie: locuire civilă) (Tip: Așezare)                | sat Cârcea, comuna Cârcea                       | Hanuri și Viaduct                           | Gumelnița                          |            |                                               | Încărcați imagine | Raportați eroare |
| 71901.03.03 (Cod LMI: DJ-I-s-B-07885)    | Situl arheologic de la Cârcea - "Hanuri și Viaduct" / ansamblu anonim (Categorie: locuire civilă) (Tip: Așezare)                | sat Cârcea, comuna Cârcea                       | Hanuri și Viaduct                           | Cernavodă III                      |            |                                               | Încărcați imagine | Raportați eroare |
| 71901.03.04 (Cod LMI: DJ-I-s-B-07885)    | Situl arheologic de la Cârcea - "Hanuri și Viaduct" / ansamblu anonim (Categorie: locuire civilă) (Tip: Așezare)                | sat Cârcea, comuna Cârcea                       | Hanuri și Viaduct                           | Verbicioara                        |            |                                               | Încărcați imagine | Raportați eroare |
| 71901.03.05 (Cod LMI: DJ-I-s-B-07885)    | Situl arheologic de la Cârcea - "Hanuri și Viaduct" / ansamblu anonim (Categorie: locuire civilă) (Tip: Așezare)                | sat Cârcea, comuna Cârcea                       | Hanuri și Viaduct                           | Basarabi                           |            |                                               | Încărcați imagine | Raportați eroare |
| 71901.03.06 (Cod LMI: DJ-I-s-B-07885)    | Situl arheologic de la Cârcea - "Hanuri și Viaduct" / ansamblu anonim (Categorie: locuire civilă) (Tip: Așezare)                | sat Cârcea, comuna Cârcea                       | Hanuri și Viaduct                           |                                    |            |                                               | Încărcați imagine | Raportați eroare |
| 71901.03.07 (Cod LMI: DJ-I-s-B-07885)    | Situl arheologic de la Cârcea - "Hanuri și Viaduct" / ansamblu anonim (Categorie: locuire civilă) (Tip: Așezare)                | sat Cârcea, comuna Cârcea                       | Hanuri și Viaduct                           | greacă                             |            |                                               | Încărcați imagine | Raportați eroare |
| 71901.03.08 (Cod LMI: DJ-I-s-B-07885)    | Situl arheologic de la Cârcea - "Hanuri și Viaduct" / ansamblu anonim (Categorie: locuire civilă) (Tip: așezare)                | sat Cârcea, comuna Cârcea                       | Hanuri și Viaduct                           | Sălcuța                            |            |                                               | Încărcați imagine | Raportați eroare |
| 71901.03.09 (Cod LMI: DJ-I-s-B-07885)    | Situl arheologic de la Cârcea - "Hanuri și Viaduct" / ansamblu anonim (Categorie: locuire civilă) (Tip: Așezare)                | sat Cârcea, comuna Cârcea                       | Hanuri și Viaduct                           | Vinča                              |            |                                               | Încărcați imagine | Raportați eroare |
| 71849.01.01                              | Situl arheologic de la Cioroiu Nou - La Cetate / ansamblu anonim (Categorie: locuire) (Tip: Castru)                             | sat Cioroiu Nou, comuna Cioroiași               | La Cetate                                   | sec. II-III                        |            | 44°03′35″N 23°25′42″E / 44.05972°N 23.42833°E | Încărcați imagine | Raportați eroare |
| 71581.01.01 (Cod LMI: DJ-I-m-B-07880.02) | Situl arheologic de la Castranova - "Valea Fântânii" / ansamblu anonim (Categorie: locuire civilă) (Tip: Așezare)               | sat Castranova, comuna Castranova               | Valea Fântânii                              | Coțofeni                           |            |                                               | Încărcați imagine | Raportați eroare |
| 71581.01.02 (Cod LMI: DJ-I-m-B-07880.01) | Situl arheologic de la Castranova - "Valea Fântânii" / ansamblu anonim (Categorie: locuire civilă) (Tip: Așezare)               | sat Castranova, comuna Castranova               | Valea Fântânii                              | sec. II-IV                         |            |                                               | Încărcați imagine | Raportați eroare |
| 73727.01.01 (Cod LMI: DJ-I-s-B-07881)    | Așezarea Coțofeni de la Castrele Traiane - "La Cetate" / ansamblu anonim (Categorie: locuire civilă) (Tip: Așezare fortificată) | sat Castrele Traiane, comuna Plenița            | La Cetate                                   | Coțofeni                           |            |                                               | Încărcați imagine | Raportați eroare |
| 72114.01.01 (Cod LMI: DJ-I-m-B-07882.02) | Situl arheologic de la Căciulătești - "La Schitul Roaba" / ansamblu anonim (Categorie: locuire) (Tip: Cetate)                   | sat Căciulătești, comuna Dobrești               | La Schitul Roaba; Dealul Lupului            | Verbicioara                        |            |                                               | Încărcați imagine | Raportați eroare |
| 72114.01.02 (Cod LMI: DJ-I-m-B-07882.01) | Situl arheologic de la Căciulătești - "La Schitul Roaba" / ansamblu anonim (Categorie: locuire) (Tip: Fortificație de pământ)   | sat Căciulătești, comuna Dobrești               | La Schitul Roaba; Dealul Lupului            | geto-dacică sec. IV - II a. Chr.   |            |                                               | Încărcați imagine | Raportați eroare |
| 71901.01.01 (Cod LMI: DJ-I-s-B-07883)    | Așezarea romană de la Cârcea - "La Guran" / ansamblu anonim (Categorie: locuire civilă) (Tip: Așezare)                          | sat Cârcea, comuna Cârcea                       | La Guran                                    | sec. I - II                        |            |                                               | Încărcați imagine | Raportați eroare |
| 71901.02.01 (Cod LMI: DJ-I-m-A-07884.02) | Situl arheologic de la Cârcea - "La Eleșteu" / ansamblu anonim (Categorie: locuire civilă) (Tip: Așezare fortificată)           | sat Cârcea, comuna Cârcea                       | La Eleșteu                                  |                                    |            |                                               | Încărcați imagine | Raportați eroare |
| 71901.02.02 (Cod LMI: DJ-I-m-A-07884.01) | Situl arheologic de la Cârcea - "La Eleșteu" / ansamblu anonim (Categorie: locuire civilă) (Tip: Așezare)                       | sat Cârcea, comuna Cârcea                       | La Eleșteu                                  | sec. I - II                        |            |                                               | Încărcați imagine | Raportați eroare |
| 71929.01.01 (Cod LMI: DJ-I-m-A-07888.03) | Situl arheologic de la Coțofenii din Dos - "Dealul Botu Mare" / ansamblu anonim (Categorie: locuire) (Tip: Așezare)             | sat Coțofenii din Dos, comuna Coțofenii din Dos | Dealul Botu Mare; Dealul Botu Mic           | Sălcuța                            |            |                                               | Încărcați imagine | Raportați eroare |
| 71929.01.02 (Cod LMI: DJ-I-m-A-07888.02) | Situl arheologic de la Coțofenii din Dos - "Dealul Botu Mare" / ansamblu anonim (Categorie: locuire) (Tip: Așezare)             | sat Coțofenii din Dos, comuna Coțofenii din Dos | Dealul Botu Mare; Dealul Botu Mic           | Coțofeni                           |            |                                               | Încărcați imagine | Raportați eroare |
| 71929.01.03 (Cod LMI: DJ-I-m-A-07888.01) | Situl arheologic de la Coțofenii din Dos - "Dealul Botu Mare" / ansamblu anonim (Categorie: locuire) (Tip: Cetate)              | sat Coțofenii din Dos, comuna Coțofenii din Dos | Dealul Botu Mare; Dealul Botu Mic           | geto-dacică sec. V - II a. Chr.    |            |                                               | Încărcați imagine | Raportați eroare |
| 71554.01.01 (Cod LMI: DJ-I-s-B-07887)    | Valul de pământ de la Cleanov - "Troianul" / ansamblu Brazda lui Novac (Categorie: fortificație) (Tip: Val de pământ)           | sat Cleanov, comuna Carpen                      | Troianul                                    |                                    |            |                                               | Încărcați imagine | Raportați eroare |
| 70058.01.01                              | Situl arheologic de la Cernele-Poianca / ansamblu anonim (Categorie: locuire civilă) (Tip: Așezare)                             | sat Cernele, municipiul Craiova                 | Poianca                                     | geto-dacică sec.II-I a.Chr         |            |                                               | Încărcați imagine | Raportați eroare |
| 70058.01.02                              | Situl arheologic de la Cernele-Poianca / ansamblu anonim (Categorie: locuire civilă) (Tip: Așezare)                             | sat Cernele, municipiul Craiova                 | Poianca                                     |                                    |            |                                               | Încărcați imagine | Raportați eroare |
| 70058.01.03                              | Situl arheologic de la Cernele-Poianca / ansamblu anonim (Categorie: locuire civilă) (Tip: Așezare)                             | sat Cernele, municipiul Craiova                 | Poianca                                     | sec. IV-III a.Chr.                 |            |                                               | Încărcați imagine | Raportați eroare |
| 70058.01.04                              | Situl arheologic de la Cernele-Poianca / ansamblu anonim (Categorie: locuire civilă) (Tip: necropola)                           | sat Cernele, municipiul Craiova                 | Poianca                                     | geto-dacică                        |            |                                               | Încărcați imagine | Raportați eroare |
| 69919.01.01                              | Vestigii moderne la Craiova / ansamblu anonim (Categorie: locuire civilă) (Tip: Așezare)                                        | municipiul Craiova                              | str. Felix Aderca, nr. 1, punct Piața Veche |                                    | 2004       |                                               | Încărcați imagine | Raportați eroare |
| 69919.02.01                              | Așezarea de la Craiova - ,,Hanul Doctorului / ansamblu anonim (Categorie: locuire civilă) (Tip: Așezare)                        | municipiul Craiova                              | Hanul Doctorului                            |                                    |            | 44°18′55″N 23°51′58″E / 44.31528°N 23.86611°E | Încărcați imagine | Raportați eroare |
| 69919.03.01                              | Situl arheologic de la Craiova - "Valea Șarpelui / ansamblu anonim (Categorie: locuire civilă) (Tip: Așezare)                   | municipiul Craiova                              | Valea Șarpelui                              |                                    |            | 44°20′44″N 23°47′23″E / 44.34555°N 23.78972°E | Încărcați imagine | Raportați eroare |
| 69919.03.02                              | Situl arheologic de la Craiova - "Valea Șarpelui / ansamblu anonim (Categorie: locuire civilă) (Tip: Așezare)                   | municipiul Craiova                              | Valea Șarpelui                              |                                    |            | 44°20′44″N 23°47′23″E / 44.34555°N 23.78972°E | Încărcați imagine | Raportați eroare |
| 72114.03.01 (Cod LMI: DJ-II-m-B-08226)   | Situl arheologic medieval de la Căciulătești / ansamblu Ruinele fostului Schit Zdralea (Categorie: locuire) (Tip: Schit)        | sat Căciulătești, comuna Dobrești               |                                             | sec. XV - XVI                      |            |                                               | Încărcați imagine | Raportați eroare |
| 72114.03.02 (Cod LMI: DJ-II-m-B-08226)   | Situl arheologic medieval de la Căciulătești / ansamblu Ruinele fostei Mânăstiri Alba (Categorie: locuire) (Tip: Mănăstire)     | sat Căciulătești, comuna Dobrești               |                                             | sec. XVII - XIX                    |            |                                               | Încărcați imagine | Raportați eroare |
| 72114.03.03 (Cod LMI: DJ-II-m-B-08226)   | Situl arheologic medieval de la Căciulătești / ansamblu Ruinele Bisericii "Sf. Dimitrie" (Categorie: locuire) (Tip: Biserică)   | sat Căciulătești, comuna Dobrești               |                                             | sec. XVII                          |            |                                               | Încărcați imagine | Raportați eroare |
| 69919.28.01                              | Brazda lui Novac de Nord / ansamblu anonim (Categorie: fortificație) (Tip: Val)                                                 | municipiul Craiova                              | Drumul Teișului                             | sec. I-IV                          |            |                                               | Încărcați imagine | Raportați eroare |
| 72114.02.01                              | Situl arheologic de la Căciulătești- La gura izvoarelor / ansamblu anonim (Categorie: locuire) (Tip: Așezare)                   | sat Căciulătești, comuna Dobrești               | La gura izvoarelor                          | Boian - V                          |            |                                               | Încărcați imagine | Raportați eroare |
| 72114.02.02                              | Situl arheologic de la Căciulătești- La gura izvoarelor / ansamblu anonim (Categorie: locuire) (Tip: Așezare)                   | sat Căciulătești, comuna Dobrești               | La gura izvoarelor                          |                                    |            |                                               | Încărcați imagine | Raportați eroare |
| 72114.02.03                              | Situl arheologic de la Căciulătești- La gura izvoarelor / ansamblu anonim (Categorie: locuire) (Tip: Așezare)                   | sat Căciulătești, comuna Dobrești               | La gura izvoarelor                          | geto-dacică sec. IV/III-II a. Chr. |            |                                               | Încărcați imagine | Raportați eroare |
| 72668.01.01                              | Așezare Gârla Mare de la Cârna-"La rampă" / ansamblu anonim (Categorie: locuire) (Tip: Așezare)                                 | sat Cârna, comuna Cârna                         | La rampă                                    | Gârla Mare                         |            |                                               | Încărcați imagine | Raportați eroare |
| 72668.02.01                              | Așezarea Gârla Mare de la Cârna-La rampa boțogului / ansamblu anonim (Categorie: locuire) (Tip: Așezare)                        | sat Cârna, comuna Cârna                         | La rampa boțogului                          | Gârla Mare                         |            |                                               | Încărcați imagine | Raportați eroare |
| 72668.02.02                              | Așezarea Gârla Mare de la Cârna-La rampa boțogului / ansamblu anonim (Categorie: locuire) (Tip: necropola)                      | sat Cârna, comuna Cârna                         | La rampa boțogului                          | Gârla Mare                         |            |                                               | Încărcați imagine | Raportați eroare |
| 72668.03.01                              | Așezarea hallstattiană de la Cârna-"La nea Vasile" / ansamblu anonim (Categorie: locuire civilă) (Tip: așezare)                 | sat Cârna, comuna Cârna                         | La nea Vasile                               |                                    |            |                                               | Încărcați imagine | Raportați eroare |
| 72668.04.01                              | Situl arheologic de la Cârna-Groapa lui Mihalache / ansamblu anonim (Categorie: locuire civilă) (Tip: așezare)                  | sat Cârna, comuna Cârna                         | Groapa lui Mihalache                        | Gârla Mare                         |            |                                               | Încărcați imagine | Raportați eroare |
| 72668.04.02                              | Situl arheologic de la Cârna-Groapa lui Mihalache / ansamblu anonim (Categorie: locuire civilă) (Tip: așezare)                  | sat Cârna, comuna Cârna                         | Groapa lui Mihalache                        | Bistreț-Ișalnița                   |            |                                               | Încărcați imagine | Raportați eroare |
| 72668.05.01                              | Așezarea hallstattiană de la Cârna-"La butoi" / ansamblu anonim (Categorie: locuire civilă) (Tip: așezare)                      | sat Cârna, comuna Cârna                         | La butoi                                    |                                    |            |                                               | Încărcați imagine | Raportați eroare |
| 72668.06.01                              | Locuirea hallstattiană de la Cârna-"La târlă" / ansamblu anonim (Categorie: locuire) (Tip: Locuire)                             | sat Cârna, comuna Cârna                         | La târlă                                    |                                    |            |                                               | Încărcați imagine | Raportați eroare |
| 71849.01.01                              | Așezarea romană de la Cioroiu Nou / ansamblu anonim (Categorie: locuire) (Tip: așezare deschisă)                                | sat Cioroiu Nou, comuna Cioroiași               |                                             | sec. II-III d. Chr.                |            |                                               | Încărcați imagine | Raportați eroare |
| 71849.01.02                              | Așezarea romană de la Cioroiu Nou / ansamblu anonim (Categorie: locuire) (Tip: așezare)                                         | sat Cioroiu Nou, comuna Cioroiași               |                                             | sec. IV - VII                      |            |                                               | Încărcați imagine | Raportați eroare |
| 71849.01.03                              | Așezarea romană de la Cioroiu Nou / ansamblu anonim (Categorie: locuire) (Tip: așezare)                                         | sat Cioroiu Nou, comuna Cioroiași               |                                             | sec. XIII-XVIII                    |            |                                               | Încărcați imagine | Raportați eroare |